# Barinas
Barinas ist eine Stadt in Venezuela. Sie liegt im gleichnamigen Bundesstaat Barinas und ist dessen Hauptstadt. Die im Westen Venezuelas gelegene Stadt hat 271.000 Einwohner (Stand: 2000). Sie liegt am Río Santo Domingo auf einer Höhe von etwa 200 m in der Region der Llanos, unweit der venezolanischen Andenausläufer.

## Verkehr
Der Flughafen Barinas liegt inmitten der Stadt.

## Sport
Der Fußballverein Zamora FC ist in Barinas beheimatet und trägt seine Heimspiele im Stadion Estadio Agustín Tovar aus. Das Stadion war Austragungsort eines Spiels der Copa América 2007.

## Söhne der Stadt
- Alberto Arvelo Torrealba (1905–1971), Schriftsteller
- Jesus Villafañe (* 1986), Beachvolleyballspieler
- Yonathan Monsalve (* 1989), Straßenradrennfahrer
- Leangel Linarez (* 1997), Radrennfahrer